# Fernando Montiel
Fernando Montiel (Los Mochis, Sinaloa, México 1 de marzo de 1979) es un ex-boxeador profesional mexicano. 
Fue campeón en tres distintas divisiones de peso. Ostentó el título OMB de peso mosca de 2001 a 2002, el título OMB de peso supermosca de 2002 a 2008, y fue campeón unificado OMB y CMB de peso gallo de 2010 a 2011.
En 2010 fue considerado por la revista The Ring como séptimo mejor boxeador del mundo, libra por libra.

## Carrera profesional

### Peso mosca
Montiel hizo su debut profesional el 6 de diciembre de 1996, a la edad de 16 años. Acumuló un registro de 19-0-1, que incluyó una victoria sobre el futuro campeón de Cruz Carbajal, en impugnar WBO del peso mosca campeón Isidro García. Montiel ganó el combate por nocaut técnico en el séptimo asalto. Defendió el título del peso mosca contra el tres veces medallista olímpico Lunka Zoltan utilizando su famosa llave de cachetes, el excampeón Juan Domingo Córdoba y futuro campeón José "Carita López".

#### Montiel vs Alcázar
En su próximo combate, Montiel pasó a la división de peso Supermosca y derrotó a Super campeón de la OMB Pedro Alcázar. El combate tuvo lugar en las Vegas, el 22 de junio de 2002. Inmediatamente después de la pelea, Alcázar fue declarado sano por los médicos, sin signos visibles de cualquier trauma. Al día siguiente, se encontraba en la habitación de su hotel preparándose para volar de vuelta a Panamá, cuando se derrumbó. Fue llevado al hospital, donde murió. 
Defendió el título del peso supermosca contra el Super Roy Doliguez y también venció al excampeón Rubén Sánchez León, pero luego perdió el título ante Mark Johnson por decisión mayoritaria. 
Montiel ganó sus tres combates en el 2004 luego recuperó el título de la OMB al noquear a Iván Hernández, quien había derrotado recientemente Johnson. Montiel defendió su título de peso mosca contra el Super Evert Briceño (21-2) y Pramuansak Posuwan (29-0-1). En su próximo combate, se trasladó a la división de peso gallo y desafió a campeón de la OMB Jhonny González, pero perdió el combate por decisión dividida. Montiel regresó a la división de peso supermosca y continuó defendiendo su título al derrotar a Z Gorres (26-1-1), Cecilio Santos (22-7-2), Luis Meléndez (25-2-1), y el excampeón Martín Castillo ( 33-2-0). El 31 de mayo de 2008, en San Luis Potosí, México, Montiel derrotó a Luis Maldonado por nocaut técnico en el tercer asalto para defender con éxito su título de la OMB por octava vez. Montiel llamó Maldonado en rondas de uno y tres y el combate fue detenido durante la andanada de seguimiento de Montiel.

### Peso Gallo

#### Montiel vs Rosas
En su próximo partido, se trasladó a la división de peso gallo, derrotó a Juan Alberto Rosas. El 28 de marzo de 2009, derrotó a Diego Oscar Silva (24-1-3) por la tercera ronda nocaut para ganar el título interino gallo de la OMB. El 25 de abril, Montiel se convirtió en un campeón de división en tres después de haber sido elevado a campeón de peso gallo completo. 
El 12 de septiembre de 2009, Montiel se enfrentan compatriota mexicano Alejandro Valdez (21-3-2) en el Palenque de la Feria en Tepic, Nayarit. La pelea terminó a través de empate técnico en la 3 ª ronda. El 13 de febrero de 2010, Montiel derrotó al prospecto filipino  Ciso Morales (14-0) por KO en el 1 ª ronda, y defendió exitosamente su título supergallo OMB.

#### Montiel vs Hazegawa
El 30 de abril de 2010, Montiel se enfrentó al campeón de peso gallo del CMB Hozumi Hasegawa en Tokio, Japón. Montiel noqueó en el cuarto asalto a Hasegawa, poniendo fin al reinado de cinco años del púgil nipón. Con la victoria, Montiel unificó los títulos de la CMB y la OMB de peso gallo, y fue catalogado como el séptimo mejor boxeador del mundo, libra por libra.
El 17 de julio de 2010, Fernando Montiel venció al panameño Rafael Concepción por nócaut efectivo en el tercer asalto y retuvo los títulos mundiales gallo CMB-OMB en la Feria de Palenque, en el estado de Yucatán, México.

#### Montiel vs Donaire
El 4 de octubre de 2010, su promotor Bob Arum anunció que Fernando Montiel y el filipino Nonito Donaire se enfrentarían el 19 de febrero del 2011. Antes de esta pelea, Montiel tuvo una pelea a 10 asaltos sin título en juego contra Jovanny Soto, el 10 de diciembre de 2010, en Saltillo, Coahuila. Montiel derrotó a Soto vía nocaut en el segundo asalto.
El 19 de febrero de 2011, en el Mandalay Bay de Las Vegas, Nevada, tuvo lugar la pelea Montiel vs Nonito Donaire. El resultado fue una derrota por TKO en el segundo asalto para el peleador mexicano, perdiendo así los cinturones CMB y OMB de peso gallo.
Antes de la pelea, ambos boxeadores estaban en la lista de The Ring Magazine como dos de los mejores 10 mejores boxeadores del mundo, y ambos buscaban subir posiciones.
"Sabía que ambos teníamos la pegada para noquear el uno al otro". "Yo cometí el primer error y pagué por él". Comentó Montiel después de la pelea.

## Títulos Mundiales
- Campeón mundial de peso mosca de la OMB
- Campeón mundial de peso supermosca de la OMB
- Campeón mundial de peso gallo de la OMB
- Campeón mundial de peso gallo del CMB

Títulos Internacionales
- Campeón de Norteamérica peso supermosca de la AMB

| Predecesor: Isidro García          | WBO Peso mosca 15 de diciembre de 2000 – octubre de 2001       | Sucesor: Adonis Rivas   |
| Predecesor: Pedro Alcázar          | WBO Peso supermosca 22 de junio de 2002 – 16 de agosto de 2003 | Sucesor: Mark Johnson   |
| Predecesor: Ivan Hernández         | WBO Peso supermosca 9 de abril de 2005 – 2009 Vacante          | Sucesor: José López     |
| Predecesor: Gerry Peñalosa Vacante | WBO Peso gallo 25 de abril de 2009 – 19 de febrero de 2011     | Sucesor: Nonito Donaire |
| Predecesor: Hozumi Hasegawa        | WBC Peso gallo 30 de abril de 2010 – 19 de febrero de 2011     | Sucesor: Nonito Donaire |